# Anche fragile
Anche fragile è un singolo della cantautrice italiana Elisa, pubblicato il 17 gennaio 2019 come terzo estratto dal decimo album in studio Diari aperti.

## Descrizione
Il brano, scritto e composto da Elisa, è un elemento chiave dell'album Diari aperti, mettendo in evidenza la doppia personalità della cantante «forte» ma anche «fragile» a seconda delle circostanze della vita. Stralci delle strofe del testo compaiono sulla copertina dell'album.
Nella ripubblicazione dell'album con il titolo Diari aperti (segreti svelati), il brano è stato interpretato in collaborazione con Brunori Sas.

## Accoglienza
Simone Zani di All Music Italia ha definito il brano «una ballad potente e dal testo introspettivo». Recensendo l'album, Mattia Marzi di Rockol definisce Anche fragile e Promettimi «cantate sottovoce, quasi sussurrate» e musicalmente «accompagnate da sonorità morbide e eleganti». Recensendo l'album per Rolling Stone Italia, Mattia Barro ha scritto che la produzione del brano «concede intera attenzione all’intimità di questi testi».

## Esibizioni dal vivo
Al 69º Festival di Sanremo la cantante, in qualità di superospite, si esibisce in una performance del brano. Ai SEAT Music Awards 2020 si esibisce nuovamente dopo il duetto con Andrea Bocelli sul brano di Ennio Morricone, E più ti penso.

## Video musicale
Il video è stato girato nella villa Bellinzaghi di Cernobbio, sul Lago di Como. La cantante è circondata da immagini e riprese della sua vita familiare, con il marito Andrea Rigonat e i figli Emma Cecile e Sebastian. I registi sono Antonio Usbergo e Niccolò Celaia, in arte YouNuts!.
A circa una settimana dalla pubblicazione il video raggiunge 1 milione di visualizzazioni su YouTube.

## Tracce
Testi e musiche di Elisa.
1. Anche Fragile – 4:00

## Successo commerciale
Durante la prima settimana di programmazione debutta al 13º posto tra i brani italiani più trasmessi in radio, risultando la seconda nuova entrata più alta.
Con il passare delle settimane il brano recupera posizioni risultando nella top ten delle canzoni più trasmesse nella classifica Airplay.
Nella settimana 12 del 2019 il brano viene certificato disco d'oro per aver venduto oltre 25 000 copie, successivamente disco di platino per averne vendute oltre 50.000.
Il 21 giugno 2021, nella settimana 24, Anche Fragile viene certificata doppio disco di platino per le oltre 140 000 copie vendute.
In Italia è stato il 45º singolo più trasmesso dalle radio nel 2019.

## Classifiche

### Classifiche settimanali
| Classifica (2019) | Posizione massima |
| ----------------- | ----------------- |
| Italia            | 18                |

### Classifiche di fine anno
| Classifica (2019) | Posizione |
| ----------------- | --------- |
| Italia            | 75        |